# Nazionale femminile di hockey su prato del Venezuela
La nazionale di hockey su prato femminile del Venezuela è la squadra femminile di hockey su prato rappresentativa del Venezuela ed è posta sotto la giurisdizione della Venezuelan Hockey Federation Sobre Cesped.

## Partecipazioni

### Mondiali
- 1972-2006 - non partecipa

### Olimpiadi
- 1980-2008 - non partecipa

### Champions Trophy
- 1987-2009 - non partecipa

### Coppa panamericana
- 2001 - non partecipa
- 2004 - non partecipa
- 2009 - 7º posto